# Drilla Moloney
Daniel Joseph Moloney (né le 9 février 1997 à Birmingham, Angleterre) est un catcheur anglais. Il travaille actuellement à la New Japan Pro Wrestling.

## Carrière

### WWE (2017–2021)
Il fait ses débuts à la World Wrestling Entertainment au sein de la brand NXT UK en tant que participant au tournoi pour couronner le premier WWE United Kingdom Champion.

### Progress Wrestling (2018–...)
Lors de PROGRESS Chapter 90, lui et Trent Seven perdent contre The Latin American Xchange (Ortiz et Santana).
Lors de PROGRESS Chapter 139 Warriors Come Out To Play, il perd contre Big Damo et ne remporte pas le PROGRESS World Championship.

### Revolution Pro Wrestling (2019-...)
Lors de British J Cup 2022, il perd contre Minoru Suzuki.

### New Japan Pro Wrestling (2022-...)

#### The United Empire (2023)
Le 27 avril 2023, il est annoncé en tant que participant du Best of the Supers Juniors 2023 de la New Japan Pro Wrestling.

#### Bullet Club (2023-...)
Lors de Dominion 6.4 In Osaka-Jo Hall, il quitte The United Empire en trahissant TJP et Francesco Akira après la victoire de ces derniers contre Intergalactic Jet Setters pour les IWGP Junior Heavyweight Tag Team Championship et se révéle comme le partenaire de Clark Connors ainsi que le nouveau membre du Bullet Club,. Lui et Clark Connors accompagnent ensuite le leader du Bullet Club, David Finlay, lors de la défense du NEVER Openweight Championship de ce dernier contre El Phantasmo.
Lors de STRONG Independence Day - Tag 1, lui et Clark Connors battent Catch 2/2 (TJP et Francesco Akira) et remportent les IWGP Junior Heavyweight Tag Team Championship. Lors de STRONG Independence Day - Tag 2, ils conservent leurs titres contre Chaos (Rocky Romero et Yoh). Lors de Destruction In Ryogoku 2023, ils conservent leurs titres contre Intergalactic Jet Setters (Kevin Knight et Kushida). Lors de Royal Quest III, ils conservent leurs titres contre Cameron Khai et Leon Slater. Lors de Wrestle Kingdom 18, ils perdent leurs titres contre Catch 2/2.

## Palmarès
- Attack! Pro Wrestling
  - 1 fois Attack! 24:7 Championship
  - 3 fois Attack! Tag Team Championship avec Man Like DeReiss (2) et Elephant Mask (1)

- Fight Club: PRO
  - 1 fois FCP Championship
  - 1 fois FCP Tag Team Championship avec Man Like DeReiss

- Kamikaze Pro
  - 1 fois Kamikaze Pro Relentless Championship
  - 1 fois Kamikaze Pro Tag Team Championship avec Tyler Bate

- New Japan Pro Wrestling
  - 2 fois IWGP Junior Heavyweight Tag Team Championship avec Clark Connors

- Progress Wrestling
  - 1 fois PROGRESS Tag Team Championship avec Man Like DeReiss[15]

- TNT Extreme Wrestling
  - 1 fois TNT World Championship

- Wrestling For
  - 1 fois Wrestling For Championship (actuel)